# Орден Вендської корони
Орден Вендської корони (нім. Orden der Wendischen Krone) — спільна державна нагорода Велике герцогство Мекленбург-Шверінське і Великого герцогства Мекленбург-Штреліцького, заснована 12 травня 1864 року великим герцогом Мекленбург-Шверінським Фрідріхом Францем II та великим герцогом Мекленбург-Штреліцьким Фрідріхом Вільгельмом.
Назва князівства Мекленбург є пізньою. Спочатку державу називали Вендською або ж Ободрицькою, а столицею був Велиград. Після завоювання цих земель німецькими хрестоносцями, місто (і князівство) перейменували в Мекленбург (велике місто).
Орден Вендської корони був задуманий як спільний родовий орден для двох династично споріднених великих князівств: Мекленбург-Шверін і Мекленбург-Штреліц. Своє ім'я орден отримав на честь держави королівства венедів, союзу племен західних слов'ян — вендів, в число яких входили й бодричі, що історично мешкали на цих землях.
Фактично існувало дві нагороди, якими нагороджували князі Шверіну і Штреліца. У 1864—1918 роках орден був державної нагородою Великих князівств. Після падіння Німецької імперії та створення Веймарської республіки орден став Династичним Орденом Вендської корони (Hausorden der Wendischen Krone), якими розпоряджались голови Будинків обох мекленбурзьких династій. У 2001 році Орден лінії Мекленбург-Шверін припинив існування через вигасання династії.

## Історія

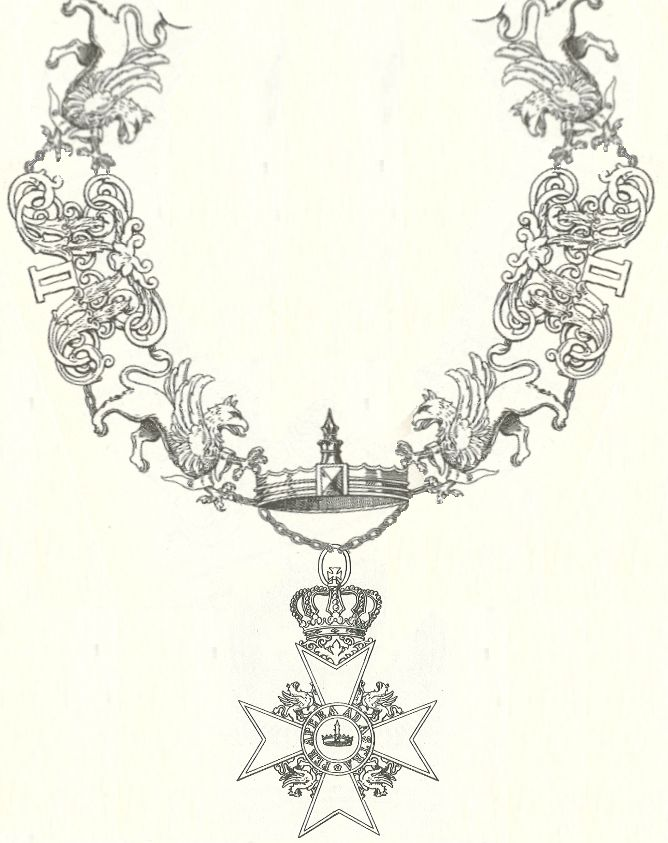
Орден князівства Мекленбург-Шверін

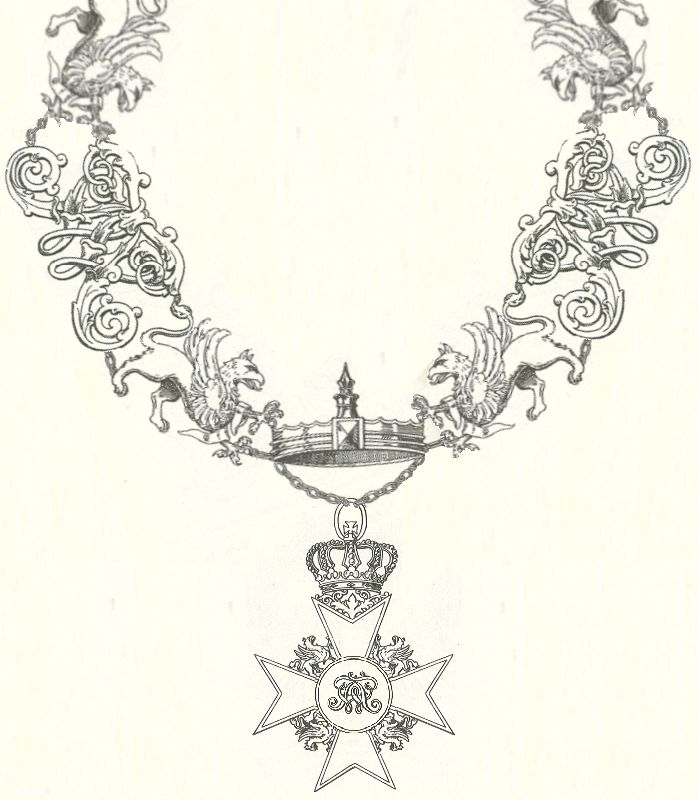
Орден князівства Мекленбург-Штреліц

Створений 12 травня 1864 року як спільна нагорода двох правителів: Великого князя Мекленбург-Шверіна Фрідріха Франциска II та Великого князя Мекленбург-Штреліца Фрідріха Вільгельма. Правителі цих двох князівств були Великими Магістрами ордену.
Ці два князі були прямими законними нащадками середньовічної західнослов'янської князівської династії, що походила від князя вендів та бодричів Ніклота Ободрицького.
Орден мав два різні латинські гасла:
- PER ASPERA AD ASTRA (через терні до зірок) — в Шверині,
- AVITO VIRET HONORE (шляхетністю предків процвіта) — в Штреліці.

Суверени обох князівств носили Орден на ланцюжку, яким були нагороджені у Шверині також всі члени чоловічої статі правлячої родини.
Орден складається з чотирьох класів, причому I клас ділиться на два ступені:
- І клас — Великий Хрест (Großkreuz) з нагрудним знаком, надягнений на велику стрічку з восьмипроміневою зіркою.

Розділений на два різновиди, що відрізняються зовнішнім виглядом крони всередині середнього медаліону:
- - з Короною в Руді (mit der Krone in Erz) — для членів правлячих родин,
  - з Короною в Золоті (mit der Krone in Goldd) — для інших.
- II клас — Великий Командор (Großkomtur), з нагрудним знаком, надягненим на стрічку на шию та чотирипроміневою зіркою.
- III клас — Командор (Komtur), з нагрудним знаком, повішеним на стрічці на шию.
- IV клас — Лицар (Ritter), з нагрудним знаком, повішеним на стрічці та пришпиленим на лівій стороні грудей, Також існував окремий хрест «За заслуги» в золоті і сріблі як знак розрізнення ордену.

Орден являв собою срібний мальтійський хрест білої емалі, з грифонами між променями хреста і підвісом, у вигляді корони. На аверсі розташований медальйон синьої емалі зі зображенням геральдичної корони вендів. На червоний ободок медальйона, в залежності від герцогства, наносився девіз: для Мекленбург-Шверін — «PER ASPERA AD ASTRA», для Штреліц — «AVITO VIRET HONORE».
Реверс медальйона: на синьому тлі золотий вензель князя-співзасновника: «FF II» (Фрідріх Франц II) або «FW» (Фрідріх Вільгельм). Також литий вензель з'єднував знак ордена вищого класу з короною.
Знак Великого хреста носився на стрічці через праве плече, на лівій стороні грудей — восьмикутна зірка. Знаки Великого командора і командора носилися на шиї, а на грудях Великого командора — ромбоподібна зірка. Знаки інших класів і відзнаки ордена носилися на лівій стороні грудей.
Зірки обох старших класів, аналогічно знакам ордена, прикрашені синім медальйоном із зображенням вендської корони, по червоному обідку — девіз ордена.
Орденський ланцюг складається з двох ланок, які йдуть одна за одною — вензелі князя-співзасновника і двох грифонів, що стережуть корону вендів.
За час з 1864 по 1919 рр. до нагороди було представлено (виключаючи членів будинків великих князівств):
- Великий хрест: Шверін — 10 осіб, Штреліц — 3 особи.
- Великий командор: Шверін — 25, Штреліц — 6.
- Командор: Шверін — 55, Штреліц — 10.
- Лицар: Шверін 80, Штреліц — 20.

Кількість членів Ордену було пропорційно обмежено для обох князівств: 66 — для Мекленбург-Шверіну і 32 — для Мекленбург-Штреліц.
Після революції в Німеччині орден перестав бути державною нагородою й став династичним орденом двох князівських родів.
Після смерті спадкового Великого князя Фрідріха Франца, 31 липня 2001 року, весь династичний будинок Мекленбург-Шверін вимер по чоловічій лінії, залишивши Мекленбург-Штреліц як єдиних спадкоємців всього Великокнязівського будинку.

## Нагороджені
Серед нагороджених Орденом Вендської корони найбільш відомими є:
- Вільгельм II, Німецький імператор
- Кристіан IX, король Данії
- Леопольд II, король Бельгії
- Георг I, король Греції
- Абдул-Азіз, султан Османської імперії
- Георг V, король Великої Британії
- Луїш I, король Португалії
- Фрідріх Австрійський, ерц-князь Австрії
- Олександр III, російський цар
- Густав V, король Швеції
- Гокон VII, король Норвегії
- Юліана, королева Нідерландів
- Микола Петрович-Негош, претендент на трон Чорногорії.